# Rui Costa (homme politique)
Pour les articles homonymes, voir Rui Costa et Costa.
Rui Costa, né le 18 janvier 1963 à Salvador, est un économiste, homme politique brésilien, membre du Parti des travailleurs. Gouverneur de Bahia de janvier 2015 au 1er janvier 2023, il occupe dès lors le poste de ministre de la Maison civile du gouvernement Lula da Silva III.

## Biographie

### Formation et carrière
Né à Salvador dans l'État de Bahia le 18 janvier 1963, Rui Costa est diplômé en économie de l’université fédérale de Bahia.
Rui Costa entame sa carrière dans la pétrochimie. Dirigeant le Syndicat des travailleurs de l’industrie pétrochimique, il participe à l'essor du Parti des travailleurs dans l'État de Bahia au cours des années 1980 aux côtés de Jaques Wagner.

### Politique
En 2004, Rui Costa est élu conseiller municipal de Salvador. En 2007, le gouverneur de Bahia, Jacques Warner, le nomme secrétaire des relations institutionnelles de l'État. En 2010, Rui Costa est élu député fédéral. À la Chambre des députés, il est membre des commissions permanentes de la protection des consommateurs, des finances et de la fiscalité, mais aussi de la commission spéciale pour la sécurité publique et la lutte contre le crime organisé.
En janvier 2012, Rui Costa quitte la Chambre des députés pour devenir ministre de la Maison civile de Bahia lors du second mandat de Jaques Wagner.

### Gouverneur de Bahia
Lors des élections de 2014, Rui Costa se présente au poste de gouverneur de Bahia pour le PT, avec le soutien du gouverneur sortant Jacques Wagner, de l'ancien président Luiz Inácio Lula da Silva et de la présidente de la République Dilma Rousseff, alors candidate à sa réélection. Rui Costa est élu gouverneur de l'État de Bahia au premier tour, avec 54,53 % des suffrages,. Lors des élections de 2018, Rui Costa est réélu au premier tour avec 75,71 % des suffrages.

### Chef de cabinet de la présidence du Brésil
En décembre 2022, à la suite de la victoire de Lula da Silva à l'élection présidentielle brésilienne, Rui Costa est annoncé comme ministre de la Maison civile du gouvernement Lula da Silva III. Il prend ses fonctions le 1er janvier 2023.